# Teknikåret 2006

## Händelser

### Januari
- Januari – Google meddelar att man lanserar kinesiska söktjänsten Google.cu, anpassad efter kommunistregimens censurkrav.[1]

### Februari
- Februari – SVT startar sin podd-TV-satsning.[1]

### Maj
- 31 maj – Svensk polis slår till mot fildelningssajten Pirate Bay.[1]

### November
- 8 november - 3G-operatören 3 lanserar sitt HSDPA-nät även kallat 3.5G.
- 30 november - Windows släpper operativsystemet "Windows Vista" till företagskunder.

### December
- 2 december - Androiden Repliee, skapad som sällskapsdam åt äldre och sjuka som inte har någon att prata med, visas upp på en robotmässa i Tokyo, Japan.[2]

## Utmärkelser
- Theodore Ts'o tilldelas Award for the Advancement of Free Software
- Sahana FOSS Disaster Management System  tilldelas Award for Projects of Social Benefit

### Fotnoter
1. 1 2 3   När Var Hur 2007. DN
2. ↑   När Var Hur 2008. DN